# Polesine (Pegognaga)
Polesine (Pulesan in dialetto basso mantovano) è una frazione del comune di Pegognaga, in provincia di Mantova.

## Origini del nome
Il toponimo deriva dal latino medievale policinum (o pollicinum), divenuto Policino e poi Polesino:  il termine indica comunemente quelle terre a isolotti, emerse in mezzo alla palude e ricche di vegetazione; la zona era infatti ricoperta quasi interamente da paludi formate dal fiume Po.

## Storia
Testimonianze su Polesine arrivano dagli archivi della Diocesi di Mantova. Le prime testimonianze dall'archivio segnalano Polesine come oratorio annesso alla corte a
gonzaghesca e che divenne parrocchia autonoma nel 1528.
Nel 1610, data della prima notizia relativa alla divisione della diocesi mantovana in vicariati, la parrocchia è inclusa nel vicariato di Suzzara (Constitutiones 1610). Fin dal secolo XVI risulta officiata da un rettore, coadiuvato da un cappellano; in seguito vi è solo un sacerdote, con il titolo di parroco. Dai dati provenienti dalla diocesi la parrocchia conta nel XVI secolo 360 abitanti, nel secolo XVIII 1.120 abitanti, all'inizio del Novecento 1.846 abitanti, nel 1985 779.

## Monumenti e luoghi d'interesse

### Chiesa di San Giacomo Maggiore
La chiesa parrocchiale è in stile tardobarocco ed è dedicata a San Giacomo il Maggiore, che è anche il santo patrono e che viene festeggiato con una sagra nel mese di luglio. La chiesa fu ricostruita sulla precedente, che "minacciava di rovinare", a partire dal 1775. Pur non avendo un valore architettonico particolare, la chiesa conserva una grande pala che raffigura il Martirio di San Giacomo e Josia, opera del 1605 attribuita al grande pittore Ludovico Cardi, detto Cigoli, commissionato dal Granduca Ferdinando I de' Medici e donato al mantovano Fabio Gonzaga.
La chiesa conserva anche un  prezioso organo a canne costruito dagli organari Giuseppe ed Angelo Bonatti di Desenzano nel 1749 per la chiesa di Suzzara, ove è rimasto alcuni decenni. L'organo ha una tastiera da 56 tasti (dal Do al Sol) e una pedaliera lineare di 19 pedali. È dotato di un ancora ottimo sistema di trasmissione meccanico originale dell'epoca, i mantici sono alimentati da elettroventilatore ma è ancora presente il ventilatore a manovella. Sicuramente originali i registri Principale 8', ottava 4' , il ripieno (XV, XIX, XXII, XXVI e XXIX) ed il flauto 8'. Allo stato attuale lo strumento necessiterebbe di un accurato restauro e valorizzazione.

### Architetture civili
Il maestoso palazzo gonzaghesco costruito da Luca Fancelli alla fine del Quattrocento è ormai del tutto scomparso e ne è rimasto solamente il toponimo "Palazzone", il quale ha assunto varie destinazioni, fabbrica tessile, lazzaretto fino a divenire un caseificio prima della completa demolizione. Fu parte della corte gonzaghesca che nel 1500 ammontava a 1142 biolche mantovane.
Nelle vicinanze esistono numerose corti storiche testimonianza della tradizione contadina della zona, tra le quali segnaliamo:
- Corte Cadalora o Ca' dell'Ora (citata come corte de Policino già nel 1563) che conserva, oltre alla stalla ad impianto basilicale, il bilanciere per estrarre l'acqua dal pozzo;
- Corte Chiavichetto, citata nel 1563, deve nome ed origine alla funzione di controllo delle acque del Po Vecchio della retrostante palude Polzola, conserva una casa padronale settecentesca;
- Corte Suore, facente capo al convento di Mantova delle Reverende Suore di San Vincenzo, una proprietà che nel 1500 ammontava a 568 biolche mantovane;
- Corte Mantovana, costituiva in antico la parte principale di ben 265 biolche mantovane della corte gonzaghesca di Polesine;
- Corte Sabbioni, citata già nel 1563 e dove nacque monsignor Augusto Bertazzoni;
- Corte Mora, complesso ottocentesco ai margini di Po Vecchio;
- Corte Gandazza, una delle più antiche costruzioni, a lungo proprietà delle Suore di San Vincenzo e con casa padronale cinquecentesca a forma quadrato-cubica;
- Corte Bugni vicino a un altro paleoalveo di Po Vecchio o del Cavo Mulino
- Corte Corbella, un toponimo che comprendeva tre distinte proprietà e che fu dei Gonzaga;

## Economia
L'economia prevalente è quella agricola, essendo zona di produzione del parmigiano reggiano.
Esistono insediamenti artigianali e industriali.